# José Joaquín Puig de la Bellacasa y Urdampilleta
José Joaquín Puig de la Bellacasa y Urdampilleta   (Bilbao, 5 de juny de 1931 - Madrid, 20 d'abril de 2021) fou un diplomàtic espanyol, secretari general de la Casa del Rey.

## Biografia
Fill de pare català i mare basca. El seu pare va ser un enginyer industrial originari de Banyoles. Era cosí germà del polític de la Lliga Regionalista, Lluís Puig de la Bellacasa i Deu, que va participar en «Les Bases d'Estoril» del 1946.
Va viure a Bilbao i Areeta, fins que, el 1947, la seva família es va traslladar a Madrid on va finalitzar els estudis de Batxillerat al Col·legi de Areneros de la Companyia de Jesús. Va ser alferes de Complement d'Infanteria el 1951, es va llicenciar en Dret per la Universitat Complutense de Madrid el 1953, va ampliar estudis al Col·legi d'Europa a Brugge i el 17 de juliol de 1959 va ingressar en la carrera diplomàtica. Va contreure matrimoni en 1960 amb la bilbaina Paz de Aznar y Ybarra, cunyada d'Emilio de Ybarra Churruca, i van tenir sis fills.
El 1959 va ingressar a l'Escola Diplomàtica passant a ser Secretari d'Ambaixada de la Direcció general de Política Exterior el 1961 i Sotsdirector del Gabinet del Ministre d'Afers exteriors, Fernando María Castiella, entre 1962 i 1969. Al llarg de 1970, va estar en la Secretaria General Tècnica del Ministeri d'Afers exteriors, per després ser destinat com a Conseller de l'Ambaixada d'Espanya a Londres de 1971 a 1974, amb Manuel Fraga d'ambaixador i Fernando Morán de cònsol.
El 1974, passà a prestar els seus serveis a la Secretaria de la Casa del Príncep d'Espanya que va abandonar el febrer de 1976 després de ser nomenat director general de Cooperació Tècnica Internacional i com a conseqüència de les discrepàncies amb el llavors Secretari General de la Casa del Rei Alfonso Armada. Se li atribueix la redacció del discurs del rei Joan Carles el 22 de novembre de 1975 amb motiu de la seva proclamació a les Corts.
Va culminar la seva segona estada en el Palau de Santa Cruz com a Subsecretari d'Afers exteriors i cap de la carrera diplomàtica entre 1978 i 1980, coincidint amb Marcelino Oreja Aguirre i José Pedro Pérez-Llorca com a Ministres. A la fi d'aquest any va ser nomenat ambaixador d'Espanya davant la Santa Seu i la Sobirana Orde de Malta, per succeir al mort Ángel Sanz-Briz. El 1982 va organitzar la visita del Papa Joan Pau II a Espanya.
El 1983 va ser nomenat embaixador al Regne Unit, organitzant la primera visita d’Estat de Joan Carles i Sofia a la Gran Bretanya, el 1986. El 1988, va organitzar la visita d’Estat d’Elisabet II a Espanya.
El gener de 1990 fou designat Secretari General de la Casa del Rey, sota la prefectura de Sabino Fernández Campo i fins al gener de 1991 en que fou acomiadat, per un enfrontament amb el rei Joan Carles, a qui li va recriminar una aventura galant.
El 15 de febrer de 1991 va ser anomenat ambaixador d'Espanya a Portugal fins al 1995. Després del seu retorn de Lisboa es va jubilar del servei diplomàtic el 1996 com a President del Consell Superior d'Afers exteriors. A principis de 1997, va ser nomenat pel Consell de Ministres membre del Consell d'Estat, presidit per Íñigo Cavero.
Va morir el 20 d'abril de 2021, per COVID-19, a l'edat de 89 anys.